# Aspidolita
L'aspidolita és un mineral de la classe dels silicats que forma part del grup de la mica trioctaedral. Va ser anomenada l'any 1869 per Franz von Kobell del grec ασπίδα "escut", i λίθος, "pedra", en al·lusió a l'aparença dels seus cristalls. Durant molts anys va ser coneguda com una varietat de flogopita rica en sodi (Na-flogopita), fins que va ser aprovada com a espècie per la IMA l'any 2005.

## Característiques
L'aspidolita és un fil·losilicat de sodi i magnesi, de fórmula química NaMg₃(AlSi₃O10)(OH)₂. Cristal·litza en el sistema monoclínic formant els cristalls típics de les miques. La seva tenacitat és elàstica i s'exfolia perfectament en {001}.
Segons la classificació de Nickel-Strunz, l'aspidolita pertany a «09.EC - Fil·losilicats amb plans de mica, compostos per xarxes tetraèdriques i octaèdriques» juntament amb els següents minerals: minnesotaïta, talc, willemseïta, ferripirofil·lita, pirofil·lita, boromoscovita, celadonita, chernykhita, montdorita, moscovita, nanpingita, paragonita, roscoelita, tobelita, aluminoceladonita, cromofil·lita, ferroaluminoceladonita, ferroceladonita, cromoceladonita, tainiolita, ganterita, annita, ephesita, hendricksita, masutomilita, norrishita, flogopita, polilithionita, preiswerkita, siderofil·lita, tetraferriflogopita, fluorotetraferriflogopita, wonesita, eastonita, tetraferriannita, trilithionita, fluorannita, shirokshinita, shirozulita, sokolovaïta, fluoroflogopita, suhailita, yangzhumingita, orlovita, oxiflogopita, brammal·lita, margarita, anandita, bityita, clintonita, kinoshitalita, ferrokinoshitalita, oxikinoshitalita, fluorokinoshitalita, beidel·lita, kurumsakita, montmoril·lonita, nontronita, volkonskoïta, yakhontovita, hectorita, saponita, sauconita, spadaïta, stevensita, swinefordita, zincsilita, ferrosaponita, vermiculita, bileyclor, chamosita, clinoclor, cookeïta, franklinfurnaceïta, gonyerita, nimita, ortochamosita, pennantita, sudoïita, donbassita, glagolevita, borocookeïta, aliettita, corrensita, dozyita, hidrobiotita, karpinskita, kulkeïta, lunijianlaïta, rectorita, saliotita, tosudita, brinrobertsita, macaulayita, burckhardtita, ferrisurita, surita, niksergievita i kegelita.

## Formació i jaciments
Es troba en aureoles de contacte amb el granit, barrejada amb la flogopita. Sol trobar-se associada a altres minerals com: titanita, escapolita, sadanagaïta, pirrotina, flogopita, pargasita, calcopirita, calcita i apatita. Té dues localitats tipus: Zillertal (Tirol del Nord, Àustria), i la mina Kasuga (Ibigawa-cho, Gifu, Japó).